# Le Roi Neptune
Pour plus de détails, voir Fiche technique et Distribution.
Le Roi Neptune (King Neptune) est un court métrage d'animation américain, en couleur de la série des Silly Symphonies réalisé par Burton Gillett, sorti le 10 septembre 1932.

## Synopsis
Une bande de pirates s'empare d'une sirène, mais Neptune, roi des océans, n'est pas décidé à les laisser faire.

## Fiche technique
- Titre original : King Neptune
- Titre en français : Le Roi Neptune
- Autres titres :
  -  Allemagne : König Neptun
  -  Suède : Kung Neptun
- Réalisateur : Burton Gillett
- Voix : Allan Watson (Neptune)
- Animateur[2] :
  - équipe principale : Norm Ferguson, Johnny Cannon, Les Clark, Dick Lundy, Eddie Donnelly, Hardie Gramatky, Ben Sharpsteen, Harry Reeves, Jack King
  - équipe de David Hand : Frenchy de Trémaudan, Bill Roberts, Charles Hutchinson, Hamilton Luske, Ed Love, Paul Fennell, Joe D'Igalo,
- Producteur : Walt Disney
- Société de production : Walt Disney Productions
- Distributeur : United Artists Pictures
- Date de sortie : 10 septembre 1932[3]
  - Date annoncée[2] : 10 septembre 1932
  - Dépôt de copyright[2] : 7 septembre 1932
  - Première à Los Angeles[2] : 11 septembre 1932 au Grauman's Chinese Theatre en première partie de Pluie de Lewis Milestone
  - Première à New York[2] : 21 au 27 octobre 1932 au Roxy en première de Six Hours to Live de William Dieterle
- Format d'image : Couleur (Technicolor)
- Son : Mono (Cinephone)
- Musique[2] :
  - Musique originale : Neptune, King of the Sea de Bert Lewis
  - Extrait Les Préludes (1848) de Franz Liszt
  - Extrait Die Lorelei (op 288) de Josef Franz Wagner
  - populaire : Blow the Man Down, Polly Wolly Doodle (1883)
- Durée : 7 min 12
- Langue : (en)
- Pays :  États-Unis

## Commentaires
Le personnage du roi Neptune a été réutilisé dans le court métrage de Mickey Mouse De l'autre côté du miroir (1936).
Steven Watts classe le film parmi les contes de fées et histoires mythologiques des Silly Symphonies.